# Kepler-169
Kepler-169 (precedentemente nota come KOI-505) è una stella situata nella costellazione della Lira di magnitudine 12,7, attorno alla quale, nel 2014, sono stati scoperti cinque pianeti extrasolari. La stella, distante circa 1326 anni luce dalla Terra, è leggermente più piccola e fredda del Sole, avendo un raggio del 77% di quello della nostra stella e una temperatura superficiale attorno ai 4930 kelvin.

## Sistema planetario
La scoperta dei pianeti è avvenuta tramite il metodo del transito analizzando i dati del telescopio spaziale Kepler.
I pianeti hanno un raggio compreso tra 1,13 e 2,58 raggi terrestri, mentre i periodo orbitali vanno da 3,25 a 87 giorni.
La tabella seguente elenca le principali caratteristiche dei pianeti, anche se alcune non sono ancora conosciute:
| Pianeta | Massa | Raggio  | Densità      | Periodo orb. | Sem. maggiore | Scoperta |
| ------- | ----- | ------- | ------------ | ------------ | ------------- | -------- |
| b       | -     | 1,13 R⊕ | 2,0592 g/cm3 | 3,25 giorni  | 0,040 UA      | 2014     |
| c       |       | 1,21 R⊕ | 1,9114 g/cm3 | 6,20 giorni  | 0,062 UA      | 2014     |
| d       |       | 1,25 R⊕ | 3,3861 g/cm3 | 8,35 giorni  | 0,075 UA      | 2014     |
| e       |       | 2,20 R⊕ | 1,3071 g/cm3 | 13,77 giorni | 0,105 UA      | 2014     |
| f       |       | 2,58 R⊕ | 1,9125 g/cm3 | 87,09 giorni | 0,359 UA      | 2014     |